# Grafstraße 5 (Berg am Starnberger See)

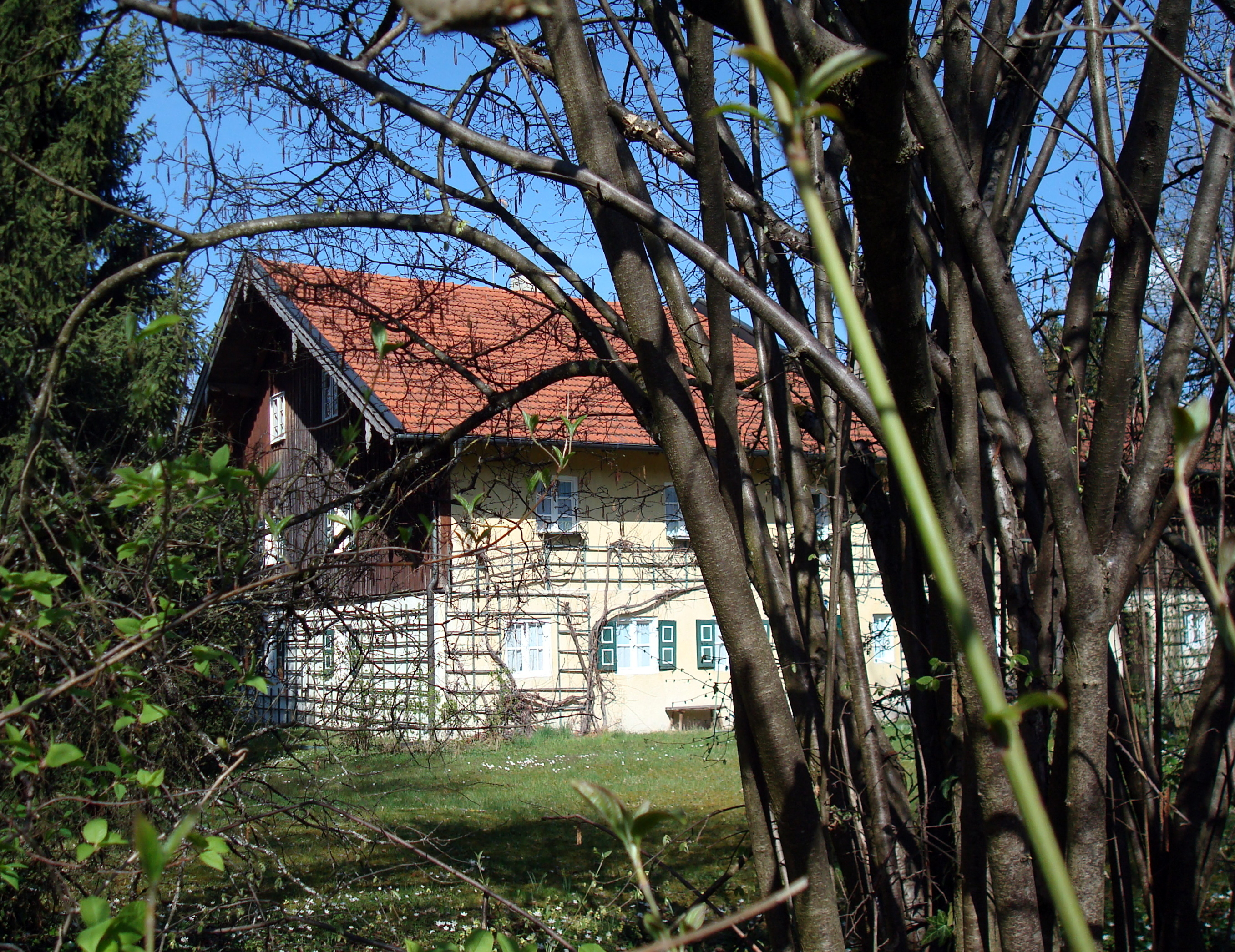
Haus Grafstraße 5 in Berg

Das Gebäude Grafstraße 5 in Berg, einer Gemeinde im oberbayerischen Landkreis Starnberg, wurde in der ersten Hälfte des 19. Jahrhunderts errichtet. Das ehemalige Bauernhaus ist ein geschütztes Baudenkmal.
Der Einfirsthof mit Satteldach und fünf Pfetten ist im Kern älter. Der verputzte Wohnteil und das Dach wurden im 19. Jahrhundert angehoben.